# Neustadt (Rajna-vidék-Pfalz)
Neustadt település Németországban, Rajna-vidék-Pfalz tartományban. Lakosainak száma 6688 fő (2023. december 31.).

## Népesség
A település népességének változása:
| Lakosok száma | 5290 | 6205 | 6245 | 6331 | 6544 | 6666 | 6688 |
|               | 1975 | 2014 | 2017 | 2019 | 2021 | 2022 | 2023 |